# Placanica
Placanica község (comune) Calabria régiójában, Reggio Calabria megyében.

## Fekvése
A megye északkeleti részén fekszik. A település a Precariti és Fiorello folyók közötti dombvidéken épült fel. Határai: Caulonia, Pazzano és Stignano.

## Története
Első írásos említése a 12. századból származik. Korabeli épületeinek nagy része az 1783-as calabriai földrengésben elpusztult. A 19. században nyerte el önállóságát, amikor a Nápolyi Királyságban felszámolták a feudalizmust.

## Népessége
A népesség számának alakulása:

## Főbb látnivalói
- az 1283-ban épült Castello (vár)
- a Santa Caterina-templom
- a San Basilio Magno-templom
- a városfalak maradványai valamint a kapu